# Platyauchenia latreillei
Platyauchenia latreillei is een keversoort uit de familie bladkevers (Chrysomelidae). De wetenschappelijke naam van de soort werd in 1840 gepubliceerd door Castelnau.